# Dragon School
Dragon School est une école privée britannique fondée à Oxford en 1877. L'établissement est mixte et accueille des élèves de 8 à 13 ans. En 2001, ils étaient au nombre de 840. Dragon School se situe dans Bardwell Road, à l'ouest de la rivière Cherwell, au nord d'Oxford. Cette école est connue pour ses nombreux anciens élèves célèbres, dont deux prix Nobel et plusieurs acteurs mondialement connus.

## Histoire
À l'origine, l'établissement s'appelait « Oxford Preparatory School » ou parfois « Lynam's Preparatory School », du nom de la famille Lynam, qui en assura longtemps la direction. Les premiers enseignants appartenaient à l'université d'Oxford ; parmi eux, un certain Sir George semble avoir marqué les élèves, qui dès lors se surnommèrent eux-mêmes les « Dragons » en référence à la légende de saint Georges et du dragon. Le nom est depuis devenu le nom officiel de l'école. Chaque année, a lieu au moment de Noël une vente de charité relativement courue, la Dragon Sale.

## Anciens élèves

### Artistes
- Lennox Berkeley, compositeur
- John Betjeman, Poète Lauréat[1]
- Christopher Cazenove, acteur
- Jack Davenport, acteur[1]
- Antonia Fraser, romancière[1]
- Tom Hollander, acteur[1]
- Hugh Laurie, acteur[1]
- Nicholas Moore, poète
- Roger Norrington, chef d'orchestre
- Julian Opie, artiste contemporain
- Nevil Shute, romancier
- Emma Watson, actrice[1]
- Tom Hiddleston, acteur[1]
- Max Irons, acteur
- Ry Gavin, mannequin

### Scientifiques
- Jonathan Bowen, informaticien
- Colin Clark, statisticien et économiste
- J. B. S. Haldane, généticien
- Tim Hunt, biochimiste, prix Nobel
- John Kendrew, biologiste, prix Nobel
- Stephen Oppenheimer, médecin
- Stephen Wolfram, mathématicien

### Sportifs
- Tim Henman, joueur de tennis
- Ronald Poulton-Palmer, joueur de rugby à XV

### Divers
- Alain de Botton, philosophe, écrivain, entrepreneur, présentateur de télévision[1]
- Cressida Dick, directrice de la Police métropolitaine de Londres
- Peter Hopkirk, journaliste, auteur et historien, spécialiste de l'Asie centrale aux XIXe et XXe siècles
- Brian Inglis, journaliste
- Pico Iyer, essayiste
- Michael et Christopher Tolkien, fils de J. R. R. Tolkien